# ريتا مايبرج
ريتا مايبرج (بالإنجليزية: Rita Maiburg)‏ (من مواليد 23 يونيو 1952 - تُوفيت في 9 سبتمبر 1977) وهي طيارة ألمانية. كانت أول قائدة نسائية في العالم لطائرة ركاب تجارية.

## حياتها
ولدت مابورغ في بون في عام 1952 وهي أكبر أخواتها الأربعة منهم المهندسين المعماريين ألويس وجيرترود مايبورغ. التحقت بمدرسة ابتدائية وثانوية في بون، وتخرجت في عام 1968. بدأت تتعلم الطيران عام 1967 وبعد عامين حصلت على رخصة الطيار الخاصة بها في لوفتهوفرستشول نورث-راين ويستفاليا في بون-هانجيلار. حصلت على وظيفة في المعهد الفدرالي لمراقبة الحركة الجوية في بون وتقدمت بطلب إلى شركة الطيران الألمانية لوفتهانزا للحصول على وظيفة في البرنامج التدريبي الرائد للخطوط الجوية. رفضت شركة الطيران طلبها لأنها لم تستأجر النساء كطيارين. في عام 1974 ، قدمت مايبورغ دعاوى مدنية ضد كل من شركة الطيران بأن هذا كان تمييزًا غير عادلاً. تم قبولها في «شركة الطيران الألمانية» (DLT) كمساعدة وبعد فترة وجيزة تمت ترقيتها إلى كابتن وأصبحت أول امرأة كابتن لطائرة ركاب تجارية.
في عام 1977 ، توفيت مايبورغ في حادث سيارة متأثرة بجراحها. كانت تبلغ من العمر 25 عامًا.
تم تمسية شارع في مطار سابق باسمها في كولونيا، ألمانيا.